# Hans-Peter Miksch
Hans-Peter Miksch (* 1954 in Nürnberg) ist ein deutscher Kurator und Autor. Von 2002 bis 2020 war er Leiter der städtischen Kunstgalerie Fürth.

## Leben
Nach einem Studium der Germanistik, Geschichte, Soziologie und Politologie an der Universität Erlangen-Nürnberg, absolvierte Miksch ein Studium für Kulturmanagement an der FU Hagen.
Von 1984 bis 2002 war er als Ausstellungsleiter im Kunsthaus Nürnberg tätig. In den Jahren  1983 bis 2002 war Miksch Privatsekretär des Malers Oskar Koller und vertritt mit Stand von 2015 als Präsidiumsmitglied die Oskar Koller Stiftung. Ferner ist Miksch Jurymitglied in der Otto-und-Hildegard-Grau-Stiftung, Erlangen, die alle zwei Jahre einen Kunstpreis (früher 10.000, dann 7.500 Euro) an Künstler aus den Bereichen Bildende Kunst, Musik und Literatur vergibt, die etwas mit Franken verbindet.
Im Jahr 2012 kuratierte Miksch die zweite Triennale für Zeitgenössische Kunst der Stadt Schweinfurt.

## Publikationen (Auswahl)
- Hans-Peter Miksch: Der Garten der Farbe. Zur Malerei von Markus Gramer. In: Bildprozesse. Saarbrücken 2000, ISBN 3-935348-01-0.
- Hans-Peter Miksch: Der Kreis. In: Michael Diefenbacher, Rudolf Endres (Hrsg.): Stadtlexikon Nürnberg. 2., verbesserte Auflage. W. Tümmels Verlag, Nürnberg 2000, ISBN 3-921590-69-8 (Gesamtausgabe online).
- Bernhard Maria Fuchs, Hans-Peter Miksch, Christiane Walter-Kopp: NIEMANDSLAND, eine Geschichte von Wind und Regen, von Licht, Luft und Muttererde. Regensburg 2006.
- Schweinfurter Museumsschriften. Mit Texten von Joachim Haas, Andrea Brandl, Hans-Peter Miksch, Gabriele Uelsberg: Maria Maier. ORTsZEIT.  Schweinfurt 2003, ISBN 3-927083-91-7.
- Texte von Christoph Tannert, Harald Raab, Hans-Peter Miksch: Maria Maier. Kuba, Cuba.  Lappersdorf 2007, ISBN 978-3-931954-14-7.
- Nadja Schöllhammer: STYX, Werkkatalog, hrsg. v. Hans-Peter Miksch, kunst galerie fürth, Fürth 2008, ISBN 978-3-9809378-7-0.

## Trivia
Hans-Peter Miksch ist Mitglied der Jury des Wolfram-von-Eschenbach-Preises.